# 菲林明
菲林明爵士KCMG（1842年7月31日—1922年12月4日），又稱傅林明，英國殖民地總督、法官。羅馬天主教徒。父親是詹姆斯·菲林明御用大律師（James Fleming, Q.C.）。菲林明早年在英國薩默塞特郡巴斯附近的唐西學院（Downside College）就讀，其後到中殿律師學院（Middle Temple）修讀法律，並於1866年獲中殿律師學院認許為大律師。
1869年，出任毛里裘斯民事檢察專員。歷任塞舌爾地方法院法官、牙買加地方法院法官。1878年到巴巴多斯出任律政司和署理首席法官，並曾一度出任聖盧西亞署理首席法官。其後出任英屬圭亞那陪席法官、錫蘭律政司等職。1886年12月，調回毛里裘斯出任輔政司，並於1887年7月至1888年12月間署理毛里裘斯總督。
1890年至1892年出任香港輔政司。1890年，香港總督德輔離港渡假時，曾出任署理港督，接待訪問香港的英國王子干諾公爵夫婦。港督德輔任內推動海旁填海計劃，菲林明非常着重填海工程，曾多次實地視察。現時灣仔的菲林明道就是以他命名。
1892年至1894年任塞拉利昂總督。1895年，出任背風群島總督，直至1901年退休。
菲林明曾經在11個英國殖民地任職。1887年獲頒授CMG（聖米迦勒及聖佐治同袍勳章）勳銜、1892年獲KCMG（聖米迦勒及聖佐治爵級司令勳章）勳銜。他於1922年12月4日在車路士的家中逝世，享年80歲。